# Nimono

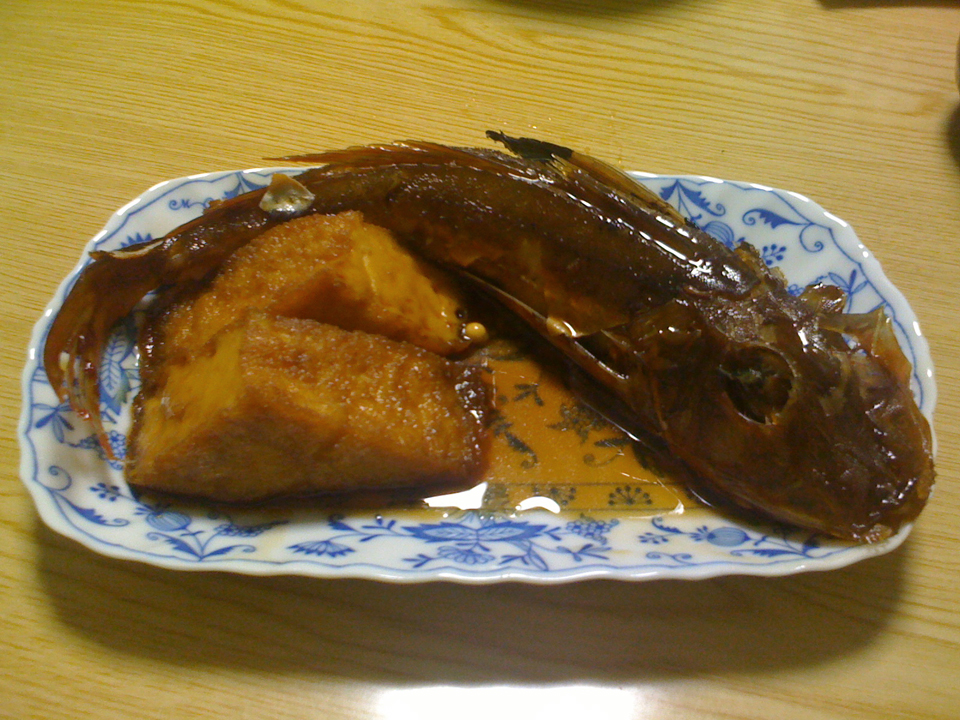
Cá lăng luộc với gừng, xì dầu, rượu mirin, đường, rượu sake và nước.

Nimono (煮物) là một món hầm trong ẩm thực Nhật Bản. Một nimono thường gồm một nguyên liệu chính hầm trong nước cốt shiru nêm gia vị bằng sake, xì dầu, và một lượng nhỏ chất làm ngọt. Nimono được hầm trong shiru qua một thời gian đến khi nước ngấm vào nguyên liệu chính hoặc bay hơi. Nguyên liệu chính của nimono thường là một loại rau củ, cá, hải sản, hay đậu phụ, có thể đi một mình, hay kết hợp lại với nhau. Nước cốt shiru cho nimono thường là dashi. Ngoài rượu sake và xì dầu, nước dùng có thể được nêm gia vị nhiều hơn bằng mirin, đường, muối, giấm, miso, hay các phụ gia khác. Một cái nồi nặng thường được dùng làm nimono đtraair đều nhiệt qua các nguyên liệu trong quá trình hầm.

## Các loại

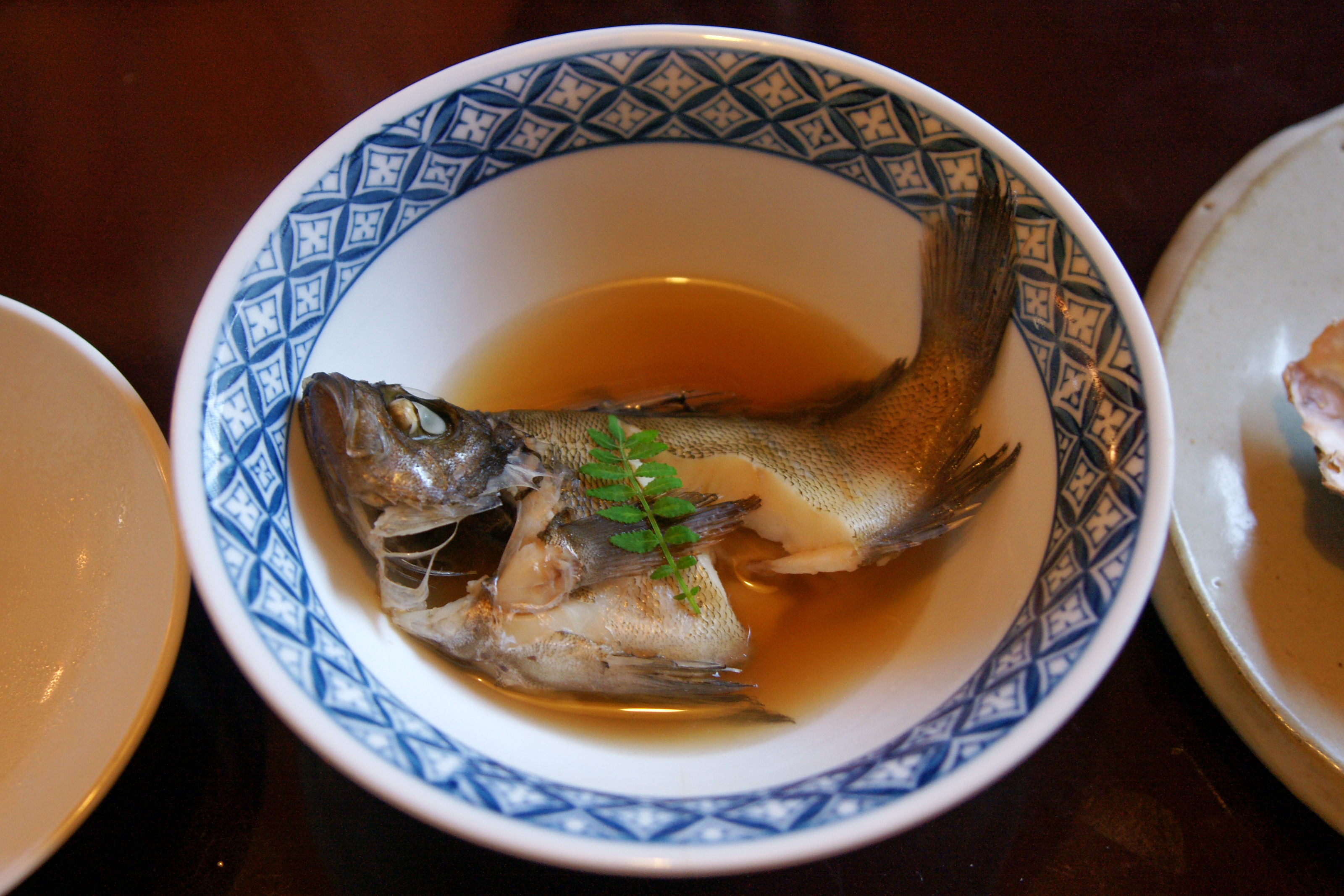
Cá chẽm luộc với gừng, xì dầu, rượu mirin, đường, rượu sake và nước.

- Misoni (味噌煮?), cả misodaki (味噌炊き?): cá, nhưng đôi khi rau củ, hầm trong hỗn hợp miso và dashi[1]
- Nikujaga (肉じゃが?): thịt bò và khoai tây hầm, nêm với đậu nành ngọt
- Nizakana (煮魚?): cá chầm trong nước dùng dashi đã làm ngọt, đôi khi với miso, cũng được nhắc đến là nitsuke (煮付け?). The dish first appears in cookbooks in the early 18th century[2]
- Kakuni (角煮?): các miếng thịt ba chỉ lợn được kho trong xì dầu, mirin và sake với các miếng củ cải trắng lớn và cả quả trứng luộc. Phiên bản của Okinawa, dùng awamori, xì dầu và miso, được biết đến là rafutē (ラフテー?).
- Sōki (ソーキ?): Món thịt lợn hầm xương Okinawa
- Oden (おでん?)
- Nabemono (鍋物?)